# 山田儀三郎
山田 儀三郎（やまだ ぎさぶろう、1889年（明治22年）2月13日 - 1961年（昭和36年）5月10日）は、日本の政治家。宮城県富谷村長（2期）。

## 来歴
宮城県黒川郡富谷村（のち富谷町、現・富谷市）出身。青年時代から村政に関わり、1920年（大正9年）第1回国勢調査員となる。1925年（大正14年）富谷村会議員に当選する。1937年（昭和12年）富谷村長に就任した。この間、学務委員、農会議員兼評議員、家屋税調査員、耕地整理組合副理事長、在郷軍人分会顧問、小作調査委員、警防団副団長などを歴任した。
一度目の村長は1941年（昭和16年）まで務め、戦後は公職追放となったが、
公民館副館長、富谷商工会会長などに就任した。追放解除後の1951年（昭和26年）富谷村長に当選、二度目の村長は1955年（昭和30年）まで務めた。
1961年（昭和36年）に死去した。
このほか日本赤十字社特別社員、公民館長、民生常任委員などを務めた。